# Carlo Galli
Pour les articles homonymes, voir Galli.
Carlo Galli (né le 6 mars 1931 à Montecatini Terme, en Toscane et mort le 6 novembre 2022 à Rome) est un footballeur italien des années 1950 et 1960, évoluant au poste d'attaquant.

## Biographie
En tant qu'attaquant, il fut international italien à 13 reprises (1953-1959) pour 5 buts. Sa première sélection était à Rome, le 14 mai 1953, contre la Hongrie, qui se solda par une défaite (0-3). 
Il participa à la Coupe du monde de football de 1954, en Suisse. Il fut deux fois titulaire et inscrit un but à la 48e minute contre la Belgique (4-1) au 1er tour, insuffisant pour se qualifier pour le tour suivant.
Sa dernière sélection fut jouée le 1er novembre 1959, à Prague, contre la Tchécoslovaquie qui se solda par une défaite (1-2).
En clubs, il ne joua qu'en Série A, sauf une année en Série B avec l'AS Rome (avec laquelle il remporta le championnat de Série B en 1952). Il est l'un des meilleurs buteurs de l'histoire de la Série A, avec 110 buts en 305 matchs. Il joua à l'US Palerme, puis à l'AS Rome, puis au Milan AC, ensuite à l'Udinese Calcio et pour finir à la Lazio Rome. L'essentiel de ses titres furent gagnés à l'AS Roma et au Milan AC.
Carlo Galli meurt le 6 novembre 2022 à l'âge de 91 ans.

## Clubs
- 1949-1951 : US Palerme
- 1951-1956 : AS Rome
- 1956-1961 : Milan AC
- 1961-1962 : Udinese Calcio
- 1962-1963 : Genoa CFC
- 1963-1966 : Lazio Rome

## Palmarès
- Série A
  - Champion en 1957 et en 1959
  - Vice-champion en 1961
  - Troisième en 1955 et en 1960
- Série B
  - Champion en 1952
- Ligue des Champions
  - Finaliste en 1958